# 제54회 골든 글로브상
제54회 골든 글로브상은 1996년 상영된 영화 중 가장 뛰어난 영화를 수상하기 위해 1997년 1월에 열린 시상식이다. 미국,캘리포니아/비버리 힐튼 호텔에서 개최되었다.

## 수상 및 후보

### 세실 B. 데밀 상
- 더스틴 호프만 수상

### 작품상-드라마
- 잉글리쉬 페이션트 - 안소니 밍겔라 수상
- 비밀과 거짓말 - 마이크 리
- 샤인 - 스콧 힉스
- 브레이킹 더 웨이브 - 라스 폰 트리에
- 래리 플린트 - 밀로스 포먼

### 여우주연상-드라마
- 비밀과 거짓말 - 브렌다 블레신 수상
- 잉글리쉬 페이션트 - 크리스틴 스콧 토마스
- 래리 플린트 - 코트니 러브
- 마빈의 방 - 메릴 스트립
- 브레이킹 더 웨이브 - 에밀리 왓슨

### 남우주연상-드라마
- 샤인 - 제프리 러쉬 수상
- 잉글리쉬 페이션트 - 랄프 파인즈
- 마이클 콜린스 - 리암 니슨
- 랜섬 - 멜 깁슨
- 래리 플린트 - 우디 해럴슨

### 작품상-뮤지컬코미디
- 에비타 - 앨런 파커 수상
- 에브리원 세즈 아이 러브 유 - 우디 앨런
- 제리 맥과이어 - 카메론 크로우
- 버드케이지 - 마이크 니콜스
- 파고 - 조엘 코언

### 여우주연상-뮤지컬코미디
- 에비타 - 마돈나 수상
- 스위트 마마 - 데비 레이놀즈
- 로즈 앤 그레고리 - 바브라 스트라이샌드
- 101 달마시안 - 글렌 클로즈
- 파고 - 프란시스 맥도맨드

### 남우주연상-뮤지컬코미디
- 제리 맥과이어 - 톰 크루즈 수상
- 에비타 - 안토니오 반데라스
- 너티 프로페서 - 에디 머피
- 버드케이지 - 네이슨 레인
- 틴 컵 - 케빈 코스트너

### 여우조연상
- 로즈 앤 그레고리 - 로렌 바콜 수상
- 크루서블 - 조안 알렌
- 잉글리쉬 페이션트 - 줄리엣 비노쉬
- 애정의 조건 2 - 마리온 로스
- 비밀과 거짓말 - 마리안 장 밥티스트

### 여인의 초상
- 바바라 허쉬

### 남우조연상
- 프라이멀 피어 - 에드워드 노튼 수상
- 크루서블 - 폴 스코필드
- 미시시피의 유령 - 제임스 우즈
- 제리 맥과이어 - 쿠바 구딩 쥬니어
- 타임 투 킬 - 사무엘 L. 잭슨

### 외국어 영화상
- 콜리야 - 잔 스브락 수상
- 제8요일 - 자코 반 도마엘
- 코카서스의 죄수 - 세르게이 보드로프

### 감독상
- 래리 플린트 - 밀로스 포먼 수상
- 잉글리쉬 페이션트 - 안소니 밍겔라
- 에비타 - 앨런 파커
- 파고 - 조엘 코언
- 샤인 - 스콧 힉스

### 각본상
- 래리 플린트 - 스콧 알렉산더 수상
- 래리 플린트 - 래리 캐러쥬스키 수상
- 론 스타 - 존 세일즈
- 잉글리쉬 페이션트 - 안소니 밍겔라
- 파고 - 조엘 코언
- 샤인 - 잔 사디
- 파고 - 에단 코언

### 음악상
- 잉글리쉬 페이션트 - 가브리엘 야리드 수상
- 샤인 - 데이비드 허슈펠더
- 노틀담의 꼽추 - 앨런 멘켄
- 마이클 콜린스 - 엘리엇 골든덜
- 로즈 앤 그레고리 - 마빈 햄리시

### 주제가상
- 에비타 - 앤드류 로이드 웨버 수상
- 로즈 앤 그레고리 - 바브라 스트라이샌드
- 어느 멋진 날 - 제임스 뉴턴 하워드
- 업 클로즈 앤 퍼스널 - 다이앤 워렌
- 댓 씽 유 두 - 아담 슬래싱어

## 같이 보기
- 제69회 아카데미상
- 제17회 골든 래즈베리상
- 제3회 미국 배우 조합상
- 제50회 영국 아카데미 영화상